# Les Infiltrés (jeu télévisé)
Pour les articles homonymes, voir Les Infiltrés (homonymie).
Les Infiltrés est un jeu télévisé diffusé sur Télé Bruxelles et animé par Eric Frère au cours duquel les candidats doivent démasquer un certain nombre d'intrus (appelés les infiltrés) au sein de leur propre groupe tout d'abord (1re partie) puis au sein de la population bruxelloise en général (2e partie). L'émission se déroule en 2 parties diffusées sur 2 semaines différentes.

## Principe du jeu
L'objectif du jeu est de découvrir les infiltrés et de les éliminer.
La première partie de l'émission se déroule en studio. À cette occasion, il est présenté un court profil (profession, hobby, domaine de connaissance et une anecdote personnelle) de 8 candidats qui ne se connaissent pas. Or trois des candidats sont des « infiltrés », c’est-à-dire des gens qui ne sont pas ce qu’ils prétendent être : leur profil est totalement inventé. 
Il s'ensuit une succession de questions croisées afin de découvrir qui sont les « infiltrés » et de les éliminer par vote. À l'issue de chacun des trois votes le candidat exclu révèle s'il était ou non un « infiltré ». Seuls les candidats qui n'étaient pas des « infiltrés » et qui n'ont pas été exclus par le vote pourront participer à la deuxième partie de l'émission.
Au cours de la deuxième partie, les candidats restants, qui jouent cette fois-ci en équipe, doivent résoudre trois énigmes qui les conduisent à travers Bruxelles, afin de démasquer au sein de la population trois quidams qui sont en réalité des « infiltrés ».
Une certaine frange des téléspectateurs estiment que l'humour y est relatif, d'autres apprécient le ton léger de cette programmation qui ne se prend pas au sérieux.